# Albert Ginestà i Andreu
Albert  Ginestà i Andreu (Barcelona 1959) és un músic i escriptor que combina la seva activitat entre la docència, la composició, la interpretació musical i l'escriptura.
Als 24 anys va fugir de la ciutat i va fixar la seva residència a Andorra.
En l'apartat musical destaquen composicions com: Empremtes, Clarobscur o String & Bytes. Com a intèrpret ha tocat en diferents formacions fins a arribar a l'actual que cuida com una petita joia: Odara Trio.

## Obra publicada
- Projecte 8 (2005), llibre en forma de joc de recerca.
- Suite Eterna (2007)', conjuntament amb Iñaki Rubio.
- És estrany! (2011, Pagès Editors)
- I.Reals (2019, Pagès Editors).
- Un mar de secrets (2020, Límits).
- Quadern blau (2023, Llamps i Trons)
- Inconfessables (2024, Llamps i Trons)

## Premis
- 2009 Primer premi de Relats breus del Bus Exprés.
- 2010 Premi Sant Carles Borromeu de Contes i Narracions
- 2018 Premi Sant Carles Borromeu de Contes i Narracions
- 2023 Premi MoraBanc de Contes i Narracions